# 五條市消防本部
五條市消防本部（ごじょうししょうぼうほんぶ）は、奈良県五條市に存在した消防部局（消防本部）。管轄区域は五條市と吉野郡十津川村の全域。奈良県広域消防組合に統合し解散した。

## 概要
- 消防本部：奈良県五條市今井4-3-23[1]
- 管内面積：964.40km2
- 職員定数：69人
- 消防署1カ所
- 主力機械（2009年4月1日現在）
  - 普通消防ポンプ自動車：2
  - 水槽付消防ポンプ自動車：1
  - はしご付消防自動車：1
  - 化学消防車：1
  - 救急自動車：4
  - 指揮車：1
  - 救助工作車：1
  - 小型動力ポンプ：2
  - 広報車：5
  - その他：3

## 沿革
- 1963年4月 – 五條市消防本部を開設。
- 2010年12月 – 十津川村における消防業務を受託[2]。
- 2014年3月1日 - 本町から今井に移転し新庁舎での本運用を開始[3]。
- 2014年4月1日 - 奈良県広域消防組合に統合し解散した[4][5][6]。